# Тогон-тайши
Тогон-тайши (монг. Тогоон тайш?, ᠲᠣᠭᠣᠨ?; ум. 1439) — главный ойратский тайши (1417 — 1439), сын и наследник Махаму, первый советник при монгольском Тайсун-хане и фактический правитель Монгольского ханства. Являлся представителем родa Чорос.

## Биография
Тогон предпринимал активные попытки реставрации Монгольской империи под знаменем рода Чорос, начатые отцом. Занял влиятельную должность первого министра-тайши верховного хана Монголии, потеснив всех соперников. Ему удалось возвести на ханский трон своего ставленника — Чингизида Тогто-Бугу, который стал править под именем Тайсун-хана, а всеми государственными делами в стране Тогон распоряжался самовластно. Тогон, сам не будучи Чингизидом и Борджигином, не мог объявить себя ханом, и поэтому выдал свою дочь замуж за Тайсун-хана. Это вызывало недовольство и внутри страны у крупных ойратских и монгольских феодалов, и за границей, прежде всего в Минской империи.
В 1430-х годах Тогон смог утвердить свою власть над всеми ойратскими кочевыми объединениями и одержать победу над своим главным соперником — ставленником крупных монгольских феодалов восточно-монгольским тайши Аргутаем, активно поддерживавшимся Китаем. Сделавшись единоличным фактическим правителем Монголии, ойратский тайши собирался военным путём урегулировать взаимоотношения с Минской империей, однако во время подготовки войны с Китаем в 1439 году он скончался, а на посту первого министра-тайши при монгольском Тайсун-хане его сменил сын Эсэн-тайши.

## Наследие
В 1437 году Тогон издал указ о введении «Улан зала» как знака отличия ойратов от остальных монголов. Улан зала получил распространение среди ойратов и стал символичным выражением национальной самоидентификации ойратов, которые стали себя называть «улан залата өөрд» (ойраты с красной кисточкой).